# Dolen (distrikt i Bulgarien, Smoljan)
Dolen (bulgariska: Долен) är ett distrikt i Bulgarien.   Det ligger i kommunen Obsjina Zlatograd och regionen Smoljan, i den södra delen av landet, 210 km sydost om huvudstaden Sofia.
I omgivningarna runt Dolen växer i huvudsak blandskog. Runt Dolen är det ganska tätbefolkat, med 70 invånare per kvadratkilometer.